# Ryszard Woźniak
Ryszard Woźniak (ur. 13 czerwca 1956 w Białymstoku) – malarz, performer, autor instalacji, teoretyk sztuki, pedagog.

## Życiorys
W latach 1976–1981 studiował na Wydziale Malarstwa Akademii Sztuk Pięknych w Warszawie w pracowni Stefana Gierowskiego. W latach 1982–1988 wykładał technologię malarstwa w macierzystej uczelni. Od 1982 związany z Gruppą, brał udział w niemal wszystkich jej wystawach i akcjach, współredagował jej pismo „Oj dobrze już”. W latach 1985–1989 wraz z Markiem Sobczykiem pracował przy polichromii cerkwi neounickiej w Kostomłotach na Podlasiu. W 1986 wraz z Ryszardem Grzybem przebywał na stypendium w Berlinie Zach. W 1991/1992 wykładał w prywatnej Szkole Sztuki w Warszawie, założonej i prowadzonej przez Jarosława Modzelewskiego i Marka Sobczyka. Od 1992/1993 prowadzi pracownię malarstwa w Katedrze Sztuki i Kultury Plastycznej Uniwersytetu Zielonogórskiego w Zielonej Górze. Jest autorem koncepcji Sztuka podziwu.
Wczesne malarskie prace Woźniaka z lat 1982–1985 odznaczały się największą w gronie Gruppy różnorodnością formy i tematyki. Obrazy „plakatowe”, niefiguratywne, operowały znakami i emblematami, zazwyczaj o politycznym i prześmiewczym wydźwięku (Nowa fala popierdala, Prom kosmiczny piekło niebo, Czerwony rogalik co ranek na śniadanie, Polak w Czadzie, Zabieg, Zwarcie). Od 1984 roku powstawały kompozycje o ograniczonej skali barwnej, malowane rzadką, cieknącą farbą (Entuzjazm sztuki, Dzieweczko wstań, Powitanie wiosny, Nowofalowy portret Jurija Andropowa). Jeszcze inne odznaczały się karykaturalną deformacją postaci (Debil, Geniusz, Trzygłowy egzekutor, Portret budowniczego arki). Równocześnie od roku 1984 artysta malował „papiery”, w których eksponował gesty – walki, pojednania, błogosławieństwa itp. (Rozbij czaszkę, Braterstwo broni, Kain i Abel). Do wspólnego malowania na papierze zapraszał wówczas Marka Sobczyka (Pierwsi rodzice, Co się dzieje między tymi ludźmi) oraz Ryszarda Grzyba (Złożenie do snu, Piuropusz artyzmu).
W latach 1986–1987 malarstwo Woźniaka zdominował ekspresjonizm. Powstałe w tym czasie obrazy odznaczają się bogatą fakturą wynikającą ze spontanicznego sposobu malowania oraz ostrą kolorystyką (Manipulacja, Przymierze Abrama, Cenię sobie to wewnętrzne doznanie, Pojedynek o kość biodrową, Kontur wewnętrzny). Okres ten wieńczy dramatyczny Dom dla nieuleczalnie chorych – pamięci Katarzyny Kobro, nagrodzony na wystawie „Droga i Prawda” we Wrocławiu.
Podczas pobytu na stypendium w Berlinie Zachodnim (1986) artysta zaczął, a w ciągu 1987–1989 rozwinął malarstwo symboliczno-metaforyczne. Wychodząc od symboliki chrześcijańskiej (Bramy raju, tryptyk Przemiana, cykl z Upadłym Aniołem), doszedł do indywidualnych ujęć kompozycyjnych, które zachowują jednak „sakralny” wysoki ton (Poprzedni ja, Budowniczy, Cielę). W serii „Mebli” (1989–1990) i nieco późniejszych kompozycji z pustymi wnętrzami (Nie tu, Salon Izy, Drabina, Kominek itp.) artysta odszedł od przedstawiania postaci. Obrazy z lat 1991–1992 (Rdzeń, Stos, Biblioteka i in.) operowały jednym planem i stonowaną kolorystyką.
W roku 1991 Woźniak namalował pierwsze obrazy wielokrotne (1991, Suknia TeresY). Tego rodzaju prace powstawały aż do 2007 roku. Podczas wystaw autor wykorzystywał ich większe możliwości ekspozycyjne budując z obrazów obiekty i całe instalacje. Charakterystyczna dla doświadczeń Woźniaka z instalowaniem malarstwa jest wystawa Egocentryczny manipulator w Galerii DAP w Warszawie z 1995 roku (cykle: Krok w tył, Pola, Debil, Geniusz, Ikona lotu). Po roku 2000 powstały między innymi: Autorytety, Kandydat na prezydenta, Parada równości.
W roku 2008 Woźniak nadal pracując nad cyklami powraca do obrazu traktowanego jako dzieło jednostkowe (Obrazy fantastyczne, Power of repetition a joy of creation).
Twórczości malarskiej Ryszarda Woźniaka przez wszystkie lata towarzyszą działania bliskie sztuce performance. Ewoluują one od najprostszych form zachowań wobec publiczności wystaw bądź ich wernisaży do działań złożonych, trwających niekiedy wiele dni. Sam autor opisując te zdarzenia używa terminu pseudo-performance. Chociaż są one zróżnicowane formalnie, większość wydaje się być powiązana z jego malarską aktywnością. W okresie współpracy z gruppą działania te stawały się częścią zbiorowych manifestacji (odczyt pt. Kanarek ptak szlachetny, Szalony młotek, kiedy nie widzę). Są wśród nich proste prace jak interwencyjne Podpieranie ściany na wernisażu wystawy Polish Realities w Glasgow w 1988 roku czy Ślepy ołówek zrealizowany w tym samym roku na ruchliwych ulicach Nowego Jorku. Późniejsze działania Woźniaka to raczej próby nawiązania kontaktu z galeryjną publicznością. Tak było w trakcie wystawy Metafora siły w Galerii XX1(2001), w projekcie Przeglądu malarstwa w ramach wystawy Entuzjazm sztuki w Galerii Awangarda wrocławskiego BWA (2003) oraz w wypadku akcji Dokumenty estetyczne, w Muzeum Ziemi Lubuskiej w 2004. Ostatnia zrealizowana w roku 2008 w Galerii Studio akcja w ramach prezentacji Grand Reserva była publicznym demontażem wystawy i polegała na zrolowaniu i spakowaniu dwudziestu obrazów olejnych autora w celu długotrwałego magazynowania ich.

## Wybrane nagrody
- 1968 – I nagroda w szkolnym konkursie Klubu Piekiełko na plakat Meksyk 68
- 1981 – Nagroda Ministra Kultury i Sztuki za wybitne osiągnięcia w nauce;
- 1987 – I nagroda II Krajowe Biennale Młodych pn. Droga i Prawda, Wrocław
- 1999 – I nagroda I Biennale Małych Form Fotograficznych, BWA Poznań

## Wybrane wystawy i akcje indywidualne
- 1984, Szalony młotek, z Pawłem Kowalewskim, Pracownia Dziekanka, Warszawa, akcja typu performance
- 1985, Co się teraz dzieje w raju, Biuro Wystaw Artystycznych, Lublin
- 1988, Ślepy ołówek, akcja uliczna rysowania z zawiązanymi oczami, Manhattan, Nowy York, dok. fotograficzna Andrzej Mrozek
- 1989, Stare ZOO, Galeria Obraz, Poznań, katalog – (katalog z tekstem autorskim)
- 1993, Figura nicości, Galeria Sztuki Współczesnej, Sandomierz (katalog z tekstem autorskim)
- 1995, Egocentryczny manipulator, Galeria DAP, Warszawa (katalog)
- 1998, Wiara i praca, Galeria BWA, Zielona Góra (katalog z tekstem autorskim)
- 2002, Metafora siły, wystawa obrazów, akcja typu performance, Galeria XX1, Warszawa (katalog, edycja pięciu pocztówek)
- 2003, Entuzjazm sztuki, wystawa obrazów, akcja typu performance, Galeria Awangarda BWA, Wrocław (katalog dwujęzyczny, płyta CD z filmem)
- 2004, Dokumenty estetyczne, wystawa o charakterze instalacji, akcja typu performance, Galeria Nowy Wiek, Muzeum Ziemi Lubuskiej, Zielona Góra
- 2008, Grand Reserva, Galeria Studio, PKiN Warszawa (katalog)

## Wybrane wystawy zbiorowe
- 1983, Las, góra, a nad górą chmura, Pracownia Dziekanka, Warszawa
- 1985, Sztuka podziwu, Wystawa malarstwa Gruppy, Galeria SHS (Stowarzyszenie Historyków Sztuki), Warszawa (katalog z tekstem autorskim)
- 1987, Kuda Gierman. Künstlergruppen zeigen Gruppenkunstwerke, Halle K 18, Kassel, akcja wspólnego malowania (katalog)
- 1987, Realizm radykalny. Abstrakcja konkretna, Sztuka drugiej połowy lat osiemdziesiątych, Muzeum Narodowe, Warszawa (katalog)
- 1988, Polish Realities. New Art from Poland, Third Eye Centre, Glasgow (katalog)
- 1990, Raj utracony. Sztuka polska w roku 1949 i 1989, Centrum Sztuki Współczesnej, Zamek Ujazdowski, Warszawa (katalog)
- 1991, Doppelte Identität. Polnische Kunst zu Beginn der neunziger Jahre Landesmuseum, Wiesbaden, Niemcy (katalog)
- 1991, Kunst Europa, 63 deutsche Kunstvereine zeigen Kunst aus 20 Ländern. Polen (aut. A. Pohlen, T. Gerstner), Bonner Kunstverein, Bonn, wystawa rysunku: Brühler Kunstverein, Villa Minima, Brühl (katalog)
- 1992, Art contemporain polonais, Polska sztuka współczesna, Galeria E.S.P.A.C.E. Peiresc, Toulon (katalog)
- 1992, Gruppa 1982 1992, Narodowa Galeria Sztuki Zachęta, Warszawa (katalog)
- 2000, Polonia Polonia, Narodowa Galeria Sztuki Zachęta, Warszawa (Kongres Kultury Polskiej)
- 2000, Die vier Jahreszeiten. Polskie malarstwo pejzażowe od połowy XVIII wieku do chwili obecnej, Schirn Kunsthalle Frankfurt/M, Niemcy (katalog)
- 2001, Irreligia, Morfologia nie sakrum w dwudziestowiecznej sztuce polskiej, Atelier 340 Muzeum, Bruksela, Belgia (katalog w przygotowaniu)
- 2003, Kolekcja współczesnej sztuki polskiej, Muzeum Górnośląskie w Bytomiu (wydawnictwo albumowe)
- 2004, Powinność i bunt, Akademia Sztuk Pięknych w Warszawie 1944-2004, Narodowa Galeria Sztuki Zachęta, Warszawa (katalog)2005, Europe in art, Galeria Królikarnia Muzeum Narodowe, Warszawa (katalog)
- 2005, Warszawa-Moskwa/Moskwa-Warszawa 1900-2000, Narodowa Galeria Sztuki Zachęta, Warszawa (katalog)

## Prace w zbiorach publicznych
- Muzeum Narodowe w Warszawie
- Narodowa Galeria Sztuki Zachęta, Warszawa
- Muzeum Narodowe w Krakowie
- Muzeum Sztuki w Łodzi
- Muzeum Akademii Sztuk Pięknych w Warszawie
- Muzeum im. L. Wyczółkowskiego w Bydgoszczy
- Muzeum Śląskie w Katowicach
- Muzeum Górnośląskie w Bytomiu
- Mazowieckie Centrum Sztuki Współczesnej „Elektrownia” w Radomiu
- Muzeum Ziemi Lubuskiej w Zielonej Górze

## Prace w instytucjonalnych kolekcjach prywatnych
- Kancelaria WG&M
- Fundacja Egit
- Kolekcja Banku BPH
- Fundacja Sztuki Polskiej ING

## Galeria

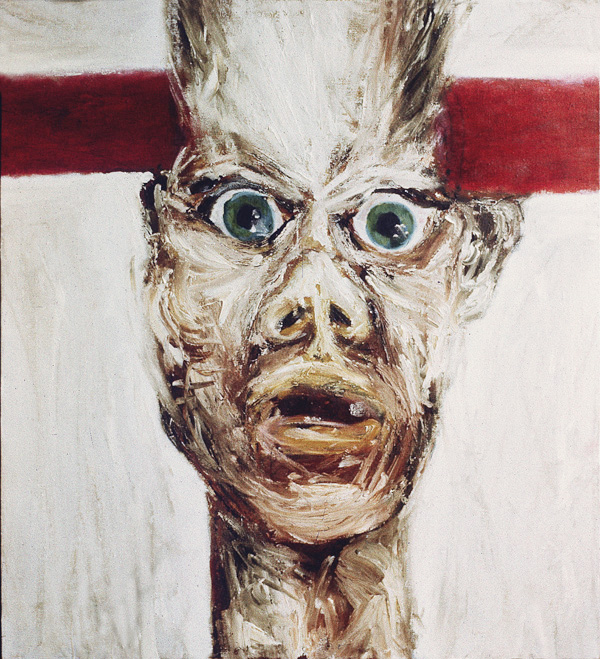
Autoportret z poprzeczką, 1985, olej, 73x65
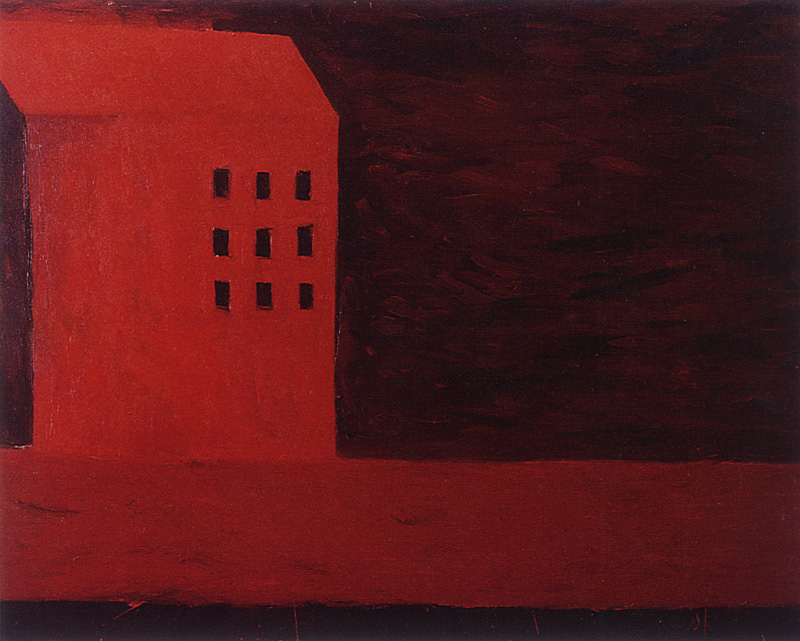
Dom dla nieuleczalnie chorych, Katarzynie Kobro, 1987, olej, 115x150,MN Warszawa
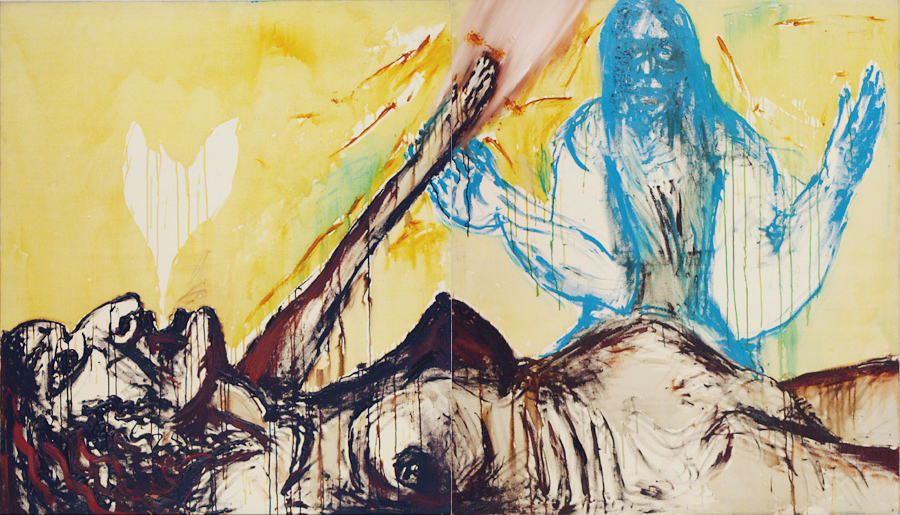
Dzieweczko wstań, 1984, olej, 150x260
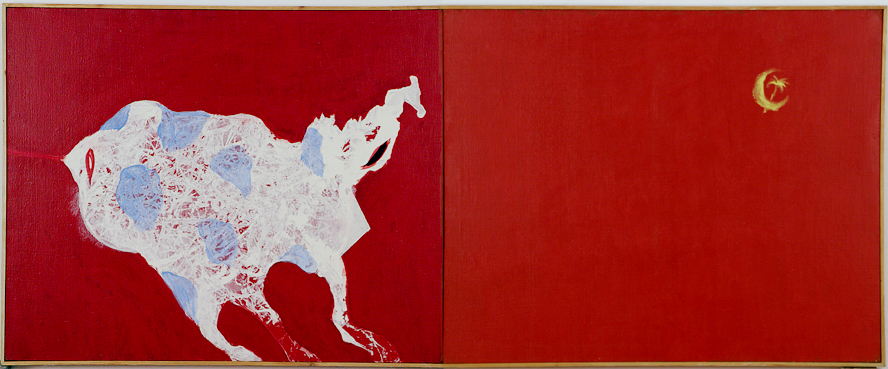
Nowa fala popierdala, 1982, akryl, 80x200
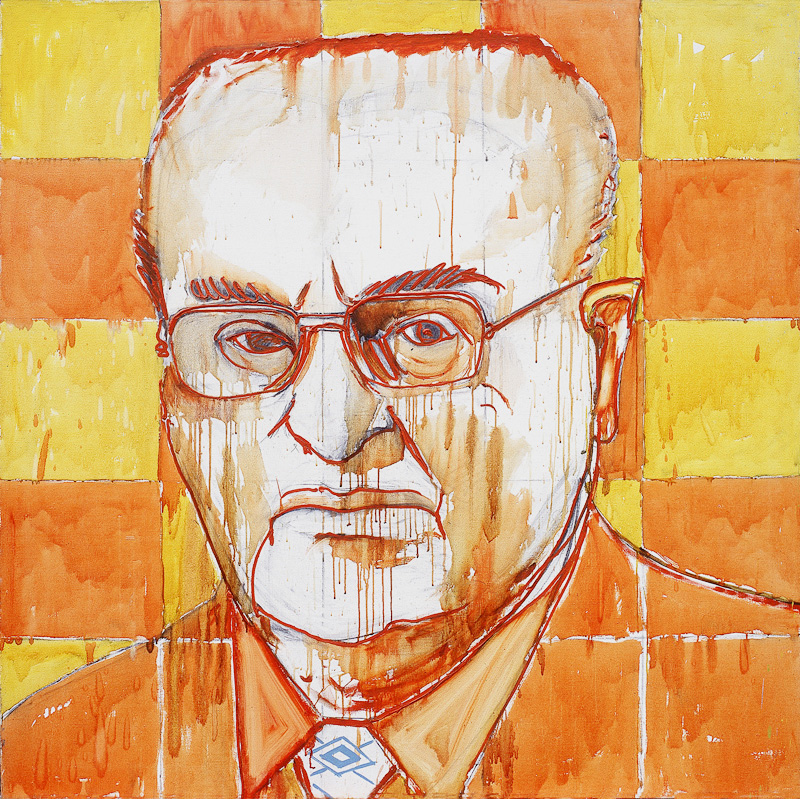
Nowofalowy portret Jurija Andropowa, 1984,olej, 150x150